# Rawa (Lumbung)
Rawa is een bestuurslaag in het regentschap Ciamis van de provincie West-Java, Indonesië. Rawa telt 5793 inwoners (volkstelling 2010).